# Myoictis wallacii
Myoictis wallacii eller Myoictis wallacei är en pungdjursart som beskrevs av Alan Maurice Gray 1858. Myoictis wallacii ingår i släktet Myoictis och familjen Dasyuridae. Inga underarter finns listade.
Pungdjuret förekommer på södra Nya Guinea och på Aruöarna. Arten vistas där i låglandet och i kulliga områden. Habitatet utgörs av tropiska regnskogar och andra skogar. Individerna vistas främst på marken och är aktiva på dagen.
Arten når en kroppslängd (huvud och bål) av 18,5 till 22,2 cm, har en lite kortare svans och väger 206 till 245 g. Bakfötterna är 3,6 till 3,9 cm långa. Kännetecknande är den yviga rödaktiga svansen med upp till 2,0 cm långa hår. På ovansidan förekommer rödbrun päls med tre längsgående svarta strimmor som kan vara otydliga. På huvudet är pälsen ljusare. Antalet spenar hos honor är sex.